# Kustyn (obwód lwowski)
Kustyn (ukr. Кустин) – wieś na Ukrainie, w obwodzie lwowskim, w rejonie szeptyckim. Liczy 515 mieszkańców.
Za II Rzeczypospolitej do 1934 roku wieś stanowiła samodzielną gminę jednostkową w powiecie radziechowskim w woj. tarnopolskim. W związku z reformą scaleniową została 1 sierpnia 1934 roku włączona do nowo utworzonej wiejskiej gminy zbiorowej Laszków w tymże powiecie i województwie. Po wojnie wieś weszła w struktury administracyjne Związku Radzieckiego.
Do 2020 w rejonie radziechowskim.
Do 2024 w rejonie czerwonogrodzkim.